# Lichtenberg (Gemeinde Windigsteig)
Lichtenberg ist eine Ortschaft und eine Katastralgemeinde der Marktgemeinde Windigsteig im Bezirk Waidhofen an der Thaya im niederösterreichischen Waldviertel mit 54 Einwohnern (Stand 1. Jänner 2024).

## Geografie
Das an der Waidhofener Straße liegende Dorf, wo auch die Landesstraße L8116 kreuzt, besteht aus mehreren landwirtschaftlichen Anwesen längs der Ortsdurchfahrt. Am 1. April 2020 umfasste die Ortschaft 20 Adressen.

## Geschichte
Die Herrn von Wasen schienen hier 1377, 1395, 1411, 1430 und 1455 als Besitzer von Zehenten auf. Im Jahr 1822 wurde der Ort als Dorf mit 14 Häusern genannt, das nach Windigsteig eingepfarrt war, wohin auch die Kinder eingeschult wurden. Die Herrschaft Meyres besaß die Ortsobrigkeit, übte die Landgerichtsbarkeit aus, besorgte die Konskription und hatte die Grundherrschaft inne. Laut Adressbuch von Österreich waren im Jahr 1938 in Lichtenberg ein Gemischtwarenhändler, ein Schneider, ein Wagner und einige Landwirte ansässig.